# Dunstan Vella
Dunstan Vella (27 aprile 1996) è un calciatore maltese, centrocampista del Floriana e della nazionale maltese.

## Carriera

### Club
Inizia a giocare a calcio nelle giovanili dell'Hibernians. Esordisce in prima squadra il 24 aprile 2014 in Hibernians-Sliema Wanderers (1-3), subentrando all'87' al posto di Bjorn Kristensen.
Il 27 giugno 2017 esordisce nelle competizioni europee in Hibernians-Infonet (2-0), incontro preliminare valido per l'accesso alla fase a gironi di UEFA Champions League, subentrando al 94' al posto di Jackson Lima.

### Nazionale
Dopo aver giocato alcuni incontri con le selezioni giovanili, esordisce in nazionale il 1º giugno 2018 contro la Georgia in amichevole, subentrando all'84' al posto di Roderick Briffa.

## Statistiche

### Presenze e reti nei club
Statistiche aggiornate al 29 marzo 2023.
| Stagione        | Squadra         | Campionato      | Campionato | Campionato | Coppe nazionali | Coppe nazionali | Coppe nazionali | Coppe continentali | Coppe continentali | Coppe continentali | Altre coppe | Altre coppe | Altre coppe | Totale | Totale |
| Stagione        | Squadra         | Comp            | Pres       | Reti       | Comp            | Pres            | Reti            | Comp               | Pres               | Reti               | Comp        | Pres        | Reti        | Pres   | Reti   |
| --------------- | --------------- | --------------- | ---------- | ---------- | --------------- | --------------- | --------------- | ------------------ | ------------------ | ------------------ | ----------- | ----------- | ----------- | ------ | ------ |
| 2013-2014       | Hibernians      | PL              | 0+1        | 0          | CM              | 0               | 0               | UEL                | 0                  | 0                  | SM          | 0           | 0           | 1      | 0      |
| 2014-2015       | Hibernians      | PL              | 1+1        | 0          | CM              | 1               | 0               | UEL                | 0                  | 0                  | -           | -           | -           | 3      | 0      |
| 2015-2016       | Hibernians      | PL              | 3          | 0          | CM              | 0               | 0               | UCL                | 0                  | 0                  | SM          | 0           | 0           | 3      | 0      |
| 2016-2017       | Hibernians      | PL              | 21         | 0          | CM              | 1               | 0               | UEL                | 0                  | 0                  | -           | -           | -           | 22     | 0      |
| 2017-2018       | Hibernians      | PL              | 24         | 3          | CM              | 2               | 0               | UCL                | 1                  | 0                  | SM          | 1           | 0           | 28     | 3      |
| 2018-2019       | Hibernians      | PL              | 25+1       | 0          | CM              | 3               | 1               | -                  | -                  | -                  | -           | -           | -           | 29     | 1      |
| 2019-2020       | Hibernians      | PL              | 20         | 2          | CM              | 3               | 1               | UEL                | 2                  | 0                  | -           | -           | -           | 25     | 3      |
| 2020-2021       | Hibernians      | PL              | 20         | 4          | CM              | 2               | 0               | UEL                | 1                  | 0                  | -           | -           | -           | 23     | 4      |
| 2021-2022       | Hibernians      | PL              | 21+4       | 2+2        | CM              | 3               | 0               | UCL+UECL           | 2+4                | 0                  | -           | -           | -           | 34     | 4      |
| 2022-2023       | Hibernians      | PL              | 17         | 0          | CM              | 3               | 1               | UCL+UECL           | 1+4                | 0+1                | SM          | 1           | 0           | 26     | 2      |
| Totale carriera | Totale carriera | Totale carriera | 159        | 13         |                 | 18              | 3               |                    | 15                 | 1                  |             | 2           | 0           | 194    | 17     |

### Cronologia presenze e reti in nazionale
| Cronologia completa delle presenze e delle reti in nazionale ― Malta | Cronologia completa delle presenze e delle reti in nazionale ― Malta | Cronologia completa delle presenze e delle reti in nazionale ― Malta | Cronologia completa delle presenze e delle reti in nazionale ― Malta | Cronologia completa delle presenze e delle reti in nazionale ― Malta | Cronologia completa delle presenze e delle reti in nazionale ― Malta | Cronologia completa delle presenze e delle reti in nazionale ― Malta | Cronologia completa delle presenze e delle reti in nazionale ― Malta |
| Data                                                                 | Città                                                                | In casa                                                              | Risultato                                                            | Ospiti                                                               | Competizione                                                         | Reti                                                                 | Note                                                                 |
| -------------------------------------------------------------------- | -------------------------------------------------------------------- | -------------------------------------------------------------------- | -------------------------------------------------------------------- | -------------------------------------------------------------------- | -------------------------------------------------------------------- | -------------------------------------------------------------------- | -------------------------------------------------------------------- |
| 1-6-2018                                                             | Schwaz                                                               | Georgia                                                              | 1 – 0                                                                | Malta                                                                | Amichevole                                                           | -                                                                    | 84’                                                                  |
| 5-9-2019                                                             | Oslo                                                                 | Norvegia                                                             | 2 – 0                                                                | Malta                                                                | Qual. Euro 2020                                                      | -                                                                    |                                                                      |
| 8-9-2019                                                             | Ploiești                                                             | Romania                                                              | 1 – 0                                                                | Malta                                                                | Qual. Euro 2020                                                      | -                                                                    | 86’                                                                  |
| 12-10-2019                                                           | Ta' Qali                                                             | Malta                                                                | 0 – 4                                                                | Svezia                                                               | Qual. Euro 2020                                                      | -                                                                    |                                                                      |
| 15-10-2019                                                           | Tórshavn                                                             | Fær Øer                                                              | 1 – 0                                                                | Malta                                                                | Qual. Euro 2020                                                      | -                                                                    |                                                                      |
| 15-11-2019                                                           | Cadice                                                               | Spagna                                                               | 7 – 0                                                                | Malta                                                                | Qual. Euro 2020                                                      | -                                                                    |                                                                      |
| 18-11-2019                                                           | Ta' Qali                                                             | Malta                                                                | 1 – 2                                                                | Norvegia                                                             | Qual. Euro 2020                                                      | -                                                                    | 60’                                                                  |
| 30-5-2021                                                            | Klagenfurt am Wörthersee                                             | Malta                                                                | 0 – 3                                                                | Irlanda del Nord                                                     | Amichevole                                                           | -                                                                    | 61’                                                                  |
| 25-3-2022                                                            | Ta' Qali                                                             | Malta                                                                | 1 – 0                                                                | Azerbaigian                                                          | Amichevole                                                           | -                                                                    | 81’                                                                  |
| 29-3-2022                                                            | Ta' Qali                                                             | Malta                                                                | 2 – 0                                                                | Kuwait                                                               | Amichevole                                                           | -                                                                    |                                                                      |
| 1-6-2022                                                             | Ta' Qali                                                             | Malta                                                                | 0 – 1                                                                | Venezuela                                                            | Amichevole                                                           | -                                                                    | 46’                                                                  |
| 5-6-2022                                                             | Serravalle                                                           | San Marino                                                           | 0 – 2                                                                | Malta                                                                | UEFA Nations League 2022-2023 - 1º turno                             | -                                                                    | 46’                                                                  |
| 9-6-2022                                                             | Ta' Qali                                                             | Malta                                                                | 1 – 2                                                                | Estonia                                                              | UEFA Nations League 2022-2023 - 1º turno                             | -                                                                    | 80’                                                                  |
| 12-6-2022                                                            | Ta' Qali                                                             | Malta                                                                | 1 – 0                                                                | San Marino                                                           | UEFA Nations League 2022-2023 - 1º turno                             | -                                                                    | 78’                                                                  |
| 20-11-2022                                                           | Ta' Qali                                                             | Malta                                                                | 0 – 1                                                                | Irlanda                                                              | Amichevole                                                           | -                                                                    | 20’ 52’                                                              |
| 26-3-2024                                                            | Ta' Qali                                                             | Malta                                                                | 0 – 0                                                                | Bielorussia                                                          | Amichevole                                                           | -                                                                    | 46’                                                                  |
| 11-6-2024                                                            | Grödig                                                               | Malta                                                                | 0 – 2                                                                | Grecia                                                               | Amichevole                                                           | -                                                                    | 89’                                                                  |
| 14-11-2024                                                           | Ta' Qali                                                             | Malta                                                                | 2 – 0                                                                | Liechtenstein                                                        | Amichevole                                                           | -                                                                    |                                                                      |
| Totale                                                               |                                                                      | Presenze                                                             | 18                                                                   |                                                                      | Reti                                                                 | 0                                                                    |                                                                      |

## Palmarès

### Club

#### Competizioni nazionali
- Campionato maltese: 3

Hibernians: 2014-2015, 2016-2017, 2021-2022
- Supercoppa di Malta: 2

Hibernians: 2015, 2022